# هوهانس دراسخاناگه‌رتتسی
هُوْهانِس دراسخاناگرتتسی (ارمنی: Հովհաննես Դրասխանակերտցի) کشیش، و تاریخ‌نگار ارمنی که جاثلیق ارمنستان در بین سال‌های ۸۹۷ تا ۹۲۵ میلادی بود. وی بین خاطر نگارش کتاب «تاریخ ارمنستان» (به ارمنی: Հայոց պատմություն) نیز شناخته شده‌است.